# Acacia pachyphloia
Acacia pachyphloia är en ärtväxtart som beskrevs av Joseph Henry Maiden och William Vincent Fitzgerald. Acacia pachyphloia ingår i släktet akacior, och familjen ärtväxter.

## Underarter
Arten delas in i följande underarter:
- A. p. brevipinnula
- A. p. pachyphloia